# Onthophagus baoule
Onthophagus baoule är en skalbaggsart som beskrevs av Yves Cambefort 1984. Onthophagus baoule ingår i släktet Onthophagus och familjen bladhorningar. Inga underarter finns listade i Catalogue of Life.